# Upplands runinskrifter 464
Upplands runinskrifter 464 är ett vikingatida runstensfragment av granit i Edeby, Vassunda socken och Knivsta kommun. Runstenen står inte på sin ursprungliga plats. Stenen är  1,8 meter hög och cirka 1,15 meter vid basen. Runornas höjd är 7-8 centimeter. Den nedre delen av stenen är skadad.
Om den Tora som låtit resa U 464 också är samma person som låtit resa U 465 går inte att avgöra.

## Inskriften
Translitterering av runraden:
[tora · lit · raisa · sti]n [· þina · i]ftiʀ · rolif · sun · sin · kuþ · hialbi · ant [· hans fotr · risti ·]
Normalisering till runsvenska:
Tora let ræisa stæin þenna æftiʀ ʀolæif, sun sinn. Guð hialpi and hans. Fotr risti.
Översättning till nusvenska:
Tora lät resa denna sten efter Rolev, sin son. Gud hjälpe hans ande. Fot ristade.